# Fabrice Guy
Fabrice Guy (* 30. prosince 1968 Pontarlier) je bývalý francouzský reprezentant v severské kombinaci.
Severské kombinaci se věnoval od čtrnácti let, členem francouzské reprezentace byl od roku 1987 do roku 1999. Jeho trenérem byl Georges Bordat. Zúčastnil se čtyř olympiád a sedmi světových šampionátů.
Na Zimních olympijských hrách 1988 obsadil 20. místo v soutěži jednotlivců a 8. místo v soutěži družstev. Na ZOH 1992 vyhrál individuální závod a s družstvem skončil na čtvrtém místě. Na ZOH 1994 skončil na 17. místě mezi jednotlivci a na 6. místě s družstvem. Na ZOH 1998 byl devětadvacátý v individuálním závodě a podílel se na bronzové medaili francouzského týmu.
Na mistrovství světa v klasickém lyžování získal v roce 1991 stříbrnou medaili v soutěži družstev a v roce 1997 bronzovou medaili mezi jednotlivci. V sezóně 1991/1992 vyhrál celkovou kvalifikaci světového poháru.
V roce 2015 získal cenu Gloire du sport.